# Osvaldo Piazza
Osvaldo Piazza (Buenos Aires, 6 aprile 1947) è un allenatore di calcio ed ex calciatore argentino, di ruolo difensore.

## Carriera
Vinse per 3 volte il campionato francese (1973-74, 1974-75, 1975-76) e per 2 volte la Coppa di Francia (1974, 1975).
Da allenatore si laureò campione d'Argentina nell'Apertura 1995 e nel Clausura 1996 ed ottenne i titoli nazionali paraguaiano (1993) e peruviano (1998).

## Palmarès

### Giocatore

#### Competizioni nazionali
- Campionato francese: 3

Saint-Étienne: 1973-1974, 1974-1975, 1975-1976
- Coppa di Francia: 3

Saint-Étienne: 1973-1974, 1974-1975, 1976-1977
- Division B: 1

Lanús: 1964

### Allenatore

#### Competizioni nazionali
- Campionato paraguaiano: 2

Olimpia: 1993
Libertad: 2003
- Campionato argentino: 2

Velez: 1995 (Apertura), 1996 (Clausura)
- Campionato peruviano: 1

Universitario: 1998

#### Competizioni internazionali
- Supercoppa Sudamericana: 1

Velez: 1996
- Recopa Sudamericana: 1

Velez: 1997